# Julie Gibson
Julie Gibson, właśc. Gladys Camille Sorey (ur. 6 września 1913 w Lewiston, zm. 2 października 2019 w Hollywood) – amerykańska piosenkarka i aktorka; której szczyt kariery przypadał na lata 40. XX wieku.

## Kariera
Karierę rozpoczynała w latach 30. śpiewając w orkiestrze późniejszego męża Jimmyego Griera. W 1937 dołączyła do obsady programu radiowego Joego Pennera. W 1941 po raz pierwszy pojawiła się na ekranie, grając niewielkie role w filmach: Nice Girl? z Deanną Durbin w roli głównej oraz The Feminine Touch z Rosalind Russell i Donem Amechem. W 1944 zagrała pierwszoplanową rolę w westernie Lucky Cowboy. W kolejnych latach udało jej się zagrać kilka głównych ról, jednak filmy te nie zyskały większego rozgłosu. Aktorską karierę kontynuowała w latach 50. i później, grając niewielkie role w filmie i telewizji. Pracowała również jako trener akcentów, aby pomóc aktorom w filmach odpowiednio mówić, zgodnie z pochodzeniem ich postaci. W kilku filmach dubbingowała głosy aktorek: Betty Hutton i Diany Lynn. Jakiś czas przebywała w Europie, gdzie podkładała głos w filmach włoskich i francuskich.

## Życie prywatne
Była trzykrotnie zamężna. Nie miała dzieci. Jej pierwszym mężem przez niespełna 2 lata był muzyk Jimmy Grier, w którego orkiestrze wcześniej śpiewała. To, jak i drugie małżeństwo, zakończyły się rozwodami. W 1973 wyszła za mąż po raz trzeci, poślubiając aktora i reżysera Charlesa Bartona. Byli razem do jego śmierci w 1981.

## Filmografia
- Nice Girl? (1941) jako dziewczyna
- The Feminine Touch (1941) – śpiewająca piosenkę „I'm Jealous”
- Lucky Cowboy (1944) jako Kate
- Idąc moją drogą (1944) jako kierowca taksówki
- The Contender (1944) jako Rita Langdon
- Witajcie bohatera-zdobywce (1944) jako piosenkarka
- Practically Yours (1944) jako pracownica
- Pod zegarem (1945) jako dziewczyna
- Duffy's Tavern (1945) jako pielęgniarka
- Detektyw Chick Carter (1945) jako Sherry Marvin
- Bowery Buckaroos (1947) jako Katherine Briggs
- Are You with It? (1948) jako Ann
- Blonde Ice (1948) jako Mimi Doyle
- Bad Men of Tombstone (1949) jako Dolly Lane
- Pobij diabła (1953)
- Street of Darkness (1958) jako Danielle Dubois
- Kraina obudzonych nadziei (1978; miniserial) jako Lady Peddler